# Guillermo Douglas
Guillermo Rafael Douglas Sabattini (Paysandú (Uruguai), janeiro de 1909 - 1967) foi um remador uruguaio, medalhista olímpico.
Guillermo Douglas competiu nos Jogos Olímpicos de 1932, na qual conquistou a medalha de bronze no skiff simples.